# Большая Песочня
Большая Песочня  — деревня в Торжокском районе Тверской области. Входит в состав Будовского сельского поселения.

## География
Находится в центральной части Тверской области на расстоянии приблизительно 9 км на север-северо-восток по прямой от районного центра города Торжок между двумя песчаными карьерами.

## История
Деревня была отмечена еще на карте 1825 года. В 1859 году здесь (деревня Новоторжского уезда Тверской губернии) был учтен 21 двор, в 1924 — 43. До 2017 года входила в Большепетровское сельское поселение.

## Население
Численность населения: 206 человек (1859 год), 2 (русские 100 %) в 2002 году, 16 в 2010.